# Villejuif – Louis Aragon (Métro Paris)
Villejuif – Louis Aragon ist eine unterirdische Station der Pariser Métro. Sie befindet sich unterhalb des Boulevard Maxime Gorki im Pariser Vorort Villejuif und wird von der Métrolinie 7 bedient. Die Station ist nach dem gleichnamigen Vorort und dem französischen Dichter Louis Aragon benannt.
Die Station wurde am 28. Februar 1985 in Betrieb genommen, als der letzte Abschnitt des Südwest-Zweiges der Linie 7 von der Station Le Kremlin-Bicêtre bis zur Station Villejuif – Louis Aragon in Betrieb genommen wurde. Seitdem ist sie Endpunkt dieses Zweiges der Linie 7, Endpunkt des südöstlichen Zweigs ist Mairie d’Ivry.

## Fahrgastaufkommen
2011 wurden an der Station 5,6 Millionen Fahrgäste gezählt.

## Umstieg zur Straßenbahn
Seit 16. November 2013 ist Villejuif – Louis Aragon Umsteigstation zur neueröffneten Linie 7 der Pariser Straßenbahn (T7) von Villejuif – Louis Aragon nach Porte de l’Essonne (Athis-Mons). Diese stellt eine Verlängerung der Métrolinie 7 in Richtung Süden dar.
Bis 2018 war eine Verlängerung der Straßenbahnlinie bis zum Bahnhof von Juvisy-sur-Orge (mit Anschluss an das RER-Netz) vorgesehen. Die ersten Bauarbeiten haben verzögert erst 2023 begonnen, deren Abschluss nun bis Mitte 2030 geplant ist.

## Projekte
2020 soll die Station Umsteigebahnhof zur – noch zu bauenden – Ringlinie 15 des Projekts Grand Paris Express werden. Die Bahnsteige der Linie 15 werden in ca. 30 m Tiefe liegen.